# Qualifications à la Coupe d'Afrique des nations de football 2012, groupe C
Le groupe C des qualifications à la Coupe d'Afrique des nations de football 2012 est une compétition qualificative pour la phase finale de la Coupe d'Afrique des nations de football 2012, qui se déroule en janvier et février 2012 en Gabon et en Guinée équatoriale.

## Classement
| Rang | Équipe     | Pts | J | G | N | P | Bp | Bc | Diff |  | Résultats (▼ dom., ► ext.) |     |     |     |     |
| ---- | ---------- | --- | - | - | - | - | -- | -- | ---- |  | -------------------------- | --- | --- | --- | --- |
| 1    | Zambie     | 13  | 6 | 4 | 1 | 1 | 11 | 2  | +9   |  | Zambie                     |     | 0-0 | 3-0 | 4-0 |
| 2    | Libye      | 12  | 6 | 3 | 3 | 0 | 6  | 1  | +5   |  | Libye                      | 1-0 |     | 1-0 | 3-0 |
| 3    | Mozambique | 7   | 6 | 2 | 1 | 3 | 4  | 6  | -2   |  | Mozambique                 | 0-2 | 0-0 |     | 3-0 |
| 4    | Comores    | 1   | 6 | 0 | 1 | 5 | 2  | 14 | -12  |  | Comores                    | 1-2 | 1-1 | 0-1 |     |

## Résultats
| 1re journée                  | Mozambique       | 0 – 0   | Libye | Estádio da Machava, Maputo Mozambique |                                |
| 5 septembre 2010 15:00 UTC+2 |                  | (0 - 0) |       | Arbitrage : Aboubacar Bangoura        | Arbitrage : Aboubacar Bangoura |
| 5 septembre 2010 15:00 UTC+2 | Feuille de match |         |       | Arbitrage : Aboubacar Bangoura        | Arbitrage : Aboubacar Bangoura |

| 5 septembre 2010 | Zambie                                            | 4 – 0   | Comores | Konkola Stadium, Chililabombwe Zambie |                                 |
| 15:00 UTC+2      | Kalaba 6e · Tembo 22e · Chamanga 29e · Mayuka 83e | (3 - 0) |         | Arbitrage : Amanuel Eyob Russom       | Arbitrage : Amanuel Eyob Russom |
| 15:00 UTC+2      | Feuille de match                                  |         |         | Arbitrage : Amanuel Eyob Russom       | Arbitrage : Amanuel Eyob Russom |

| 2e journée                 | Comores          | 0 – 1   | Mozambique    | Stade Saïd Mohamed Cheikh, Mitsamiouli Comores |                                 |
| 9 octobre 2010 15:00 UTC+3 |                  | (0 - 0) | Josimar 90+1e | Arbitrage : Ibada Ramadhan Kibo                | Arbitrage : Ibada Ramadhan Kibo |
| 9 octobre 2010 15:00 UTC+3 | Feuille de match |         |               | Arbitrage : Ibada Ramadhan Kibo                | Arbitrage : Ibada Ramadhan Kibo |

| 10 octobre 2010 | Libye            | 1 - 0   | Zambie | Stade du 11 juin, Tripoli Libye |                          |
| 20:00 UTC+2     | Saad 36e         | (1 - 0) |        | Arbitrage : Gassama Papa        | Arbitrage : Gassama Papa |
| 20:00 UTC+2     | Feuille de match |         |        | Arbitrage : Gassama Papa        | Arbitrage : Gassama Papa |

| 3e journée               | Mozambique       | 0 – 2   | Zambie                    | Estádio da Machava, Maputo Mozambique |                                    |
| 27 mars 2011 15:00 UTC+2 |                  | (0 - 1) | Chamanga 18e · Mayuka 90e | Arbitrage : Noumandiez Désiré Doué    | Arbitrage : Noumandiez Désiré Doué |
| 27 mars 2011 15:00 UTC+2 | Feuille de match |         |                           | Arbitrage : Noumandiez Désiré Doué    | Arbitrage : Noumandiez Désiré Doué |

| 28 mars 2011 | Libye                                         | 3 – 0   | Comores | Stade du 26 mars, Bamako Mali |                           |
| 18:00 UTC±0  | Elkhatroushi 20e · Abdelkader 68e · Bindi 81e | (1 - 0) |         | Arbitrage : Badara Diatta     | Arbitrage : Badara Diatta |
| 18:00 UTC±0  | Feuille de match                              |         |         | Arbitrage : Badara Diatta     | Arbitrage : Badara Diatta |

| 4e journée              | Zambie                        | 3 – 0   | Mozambique | Nkoloma Stadium, Lusaka Zambie |  |
| 4 juin 2011 15:00 UTC+2 | Katongo 47e 67e · Mbesuma 68e | (1 - 0) |            |                                |  |
| 4 juin 2011 15:00 UTC+2 | Feuille de match              |         |            |                                |  |

| 5 juin 2011 | Comores          | 1 – 1   | Libye        | Stade Saïd Mohamed Cheikh, Mitsamiouli Comores |                                 |
| 15:00 UTC+3 | Mzé Mbaba 83e    | (0 - 1) | Boussefi 43e | Arbitrage : Hamada Nampiandraza                | Arbitrage : Hamada Nampiandraza |
| 15:00 UTC+3 | Feuille de match |         |              | Arbitrage : Hamada Nampiandraza                | Arbitrage : Hamada Nampiandraza |

| 5e journée                   | Libye            | 1 – 0   | Mozambique | Petro Sport Stadium, Le Caire Égypte |  |
| 3 septembre 2011 18:00 UTC+2 | Allafi 31e       | (1 - 0) |            |                                      |  |
| 3 septembre 2011 18:00 UTC+2 | Feuille de match |         |            |                                      |  |

| 4 septembre 2011 | Comores          | 1 – 2   | Zambie                   | Stade Saïd Mohamed Cheikh, Mitsamiouli Comores |  |
| 15:00 UTC+3      | Youssouf 32e     | (1 - 1) | Katongo 23e · Mayuka 87e |                                                |  |
| 15:00 UTC+3      | Feuille de match |         |                          |                                                |  |

| 6e journée                 | Zambie           | 0 – 0 | Libye | Nkoloma Stadium, Lusaka Zambie |
| 8 octobre 2011 15:00 UTC+3 |                  |       |       |                                |
|                            | Feuille de match |       |       |                                |

| 8 octobre 2011 | Mozambique                                   | 3 – 0 | Comores | Estádio da Machava, Maputo Mozambique |                           |
| 15:00 UTC+3    | Maninho 6e · Dário 18e (Pen) · Domingues 39e |       |         | Arbitrage : Denis Nguluwe             | Arbitrage : Denis Nguluwe |
| 15:00 UTC+3    | Feuille de match                             |       |         | Arbitrage : Denis Nguluwe             | Arbitrage : Denis Nguluwe |

## Buteurs
23 buts ont été inscrits en 12 rencontres dans le groupe C.
3 buts
- Emmanuel Mayuka

2 buts
- James Chamanga
- Christopher Katongo

1 but
- Abdoulaide Mzé Mbaba
- Mohamed Youssouf
- Ahmed Abdelkader
- Rabee Allafi
- Djamal Bindi
- Ihaab Boussefi
- Walid Elkhatroushi
- Ahmed Sa'ad
- Josemar Thiago Machaisse
- Maninho
- Dominguès
- Dario Monteiro
- Rainford Kalaba
- Felix Katongo
- Collins Mbesuma
- Fwayo Tembo